# Havnbjerg Kirke

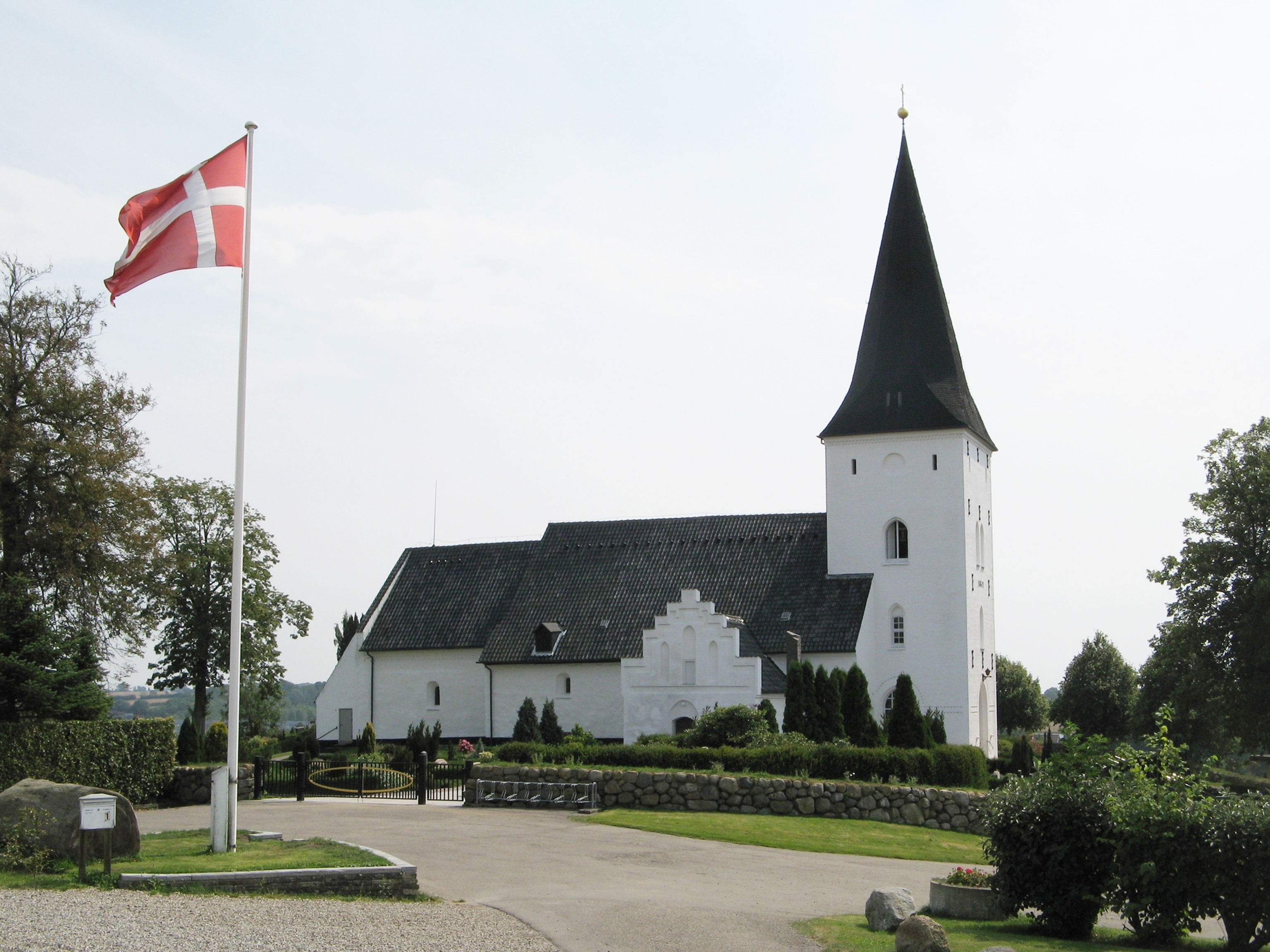
Havnbjerg Kirke von Norden, 2009

Das Kirchspiel Havnbjerg

Havnbjerg Kirke ist die evangelisch-lutherische Kirche der dänischen Ortschaft Havnbjerg (deutsch: Hagenberg) auf der Insel Alsen in Nordschleswig. Zu ihrem Kirchspiel Havnbjerg Sogn gehören die Orte Brandsbøl, Elsmark, Gildbro, Havnbjerg, Langesø, Lavensby, Lunden und Sandvig. Das um 1150/1200 erbaute romanische Kirchengebäude der Dänischen Volkskirche gehört heute zum Bistum Haderslev.

## Baugeschichte

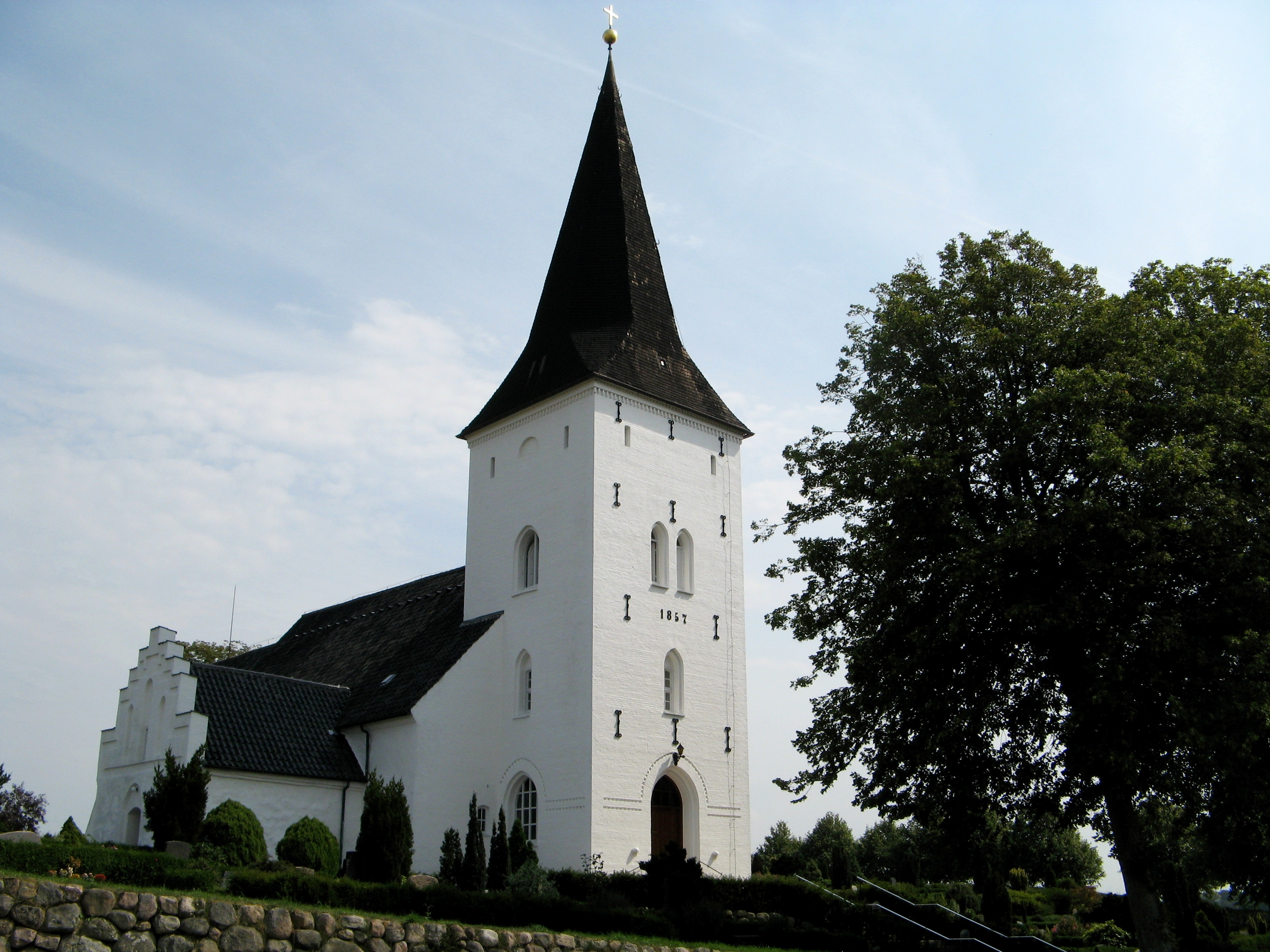
Havnbjerg Kirke von Nordwesten

Das Kirchenschiff (Mauerdicke 1,65 m) und der Chor (Mauerdicke 1,25 m) wurden in der 2. Hälfte des 12. Jahrhunderts oder um 1200 aus Feldsteinen errichtet. Die Kirche war Vor Frue (deutsch: Unserer Lieben Frau) geweiht. In spätgotischer Zeit wurde das hölzerne Tonnengewölbe des Chores durch ein steinernes Kreuzgewölbe ersetzt und der Triumphbogen erhielt seine heutige, leicht spitze Form. Das Waffenhaus an der Nordwand der Kirche ist ebenfalls spätgotisch. Die Sakristei am Ostgiebel des Chores wurde 1780 angebaut.
Neben der Kirche befand sich ursprünglich ein Glockenstuhl, der 1669 einen neuen Helm erhielt und 1757 durch einen Neubau ersetzt wurde. Dieser wurde abgerissen, als man 1856–1857 im Westen einen Turm an die Kirche anbaute. Der Turm wurde aus schlecht gebrannten, gelben Ziegelsteinen errichtet, die so stark abblätterten, dass bereits 1883 die äußere Schale durch neue Steine ersetzt und mit eisernen Mauerankern verstärkt wurde.
Die gesamte Kirche ist weiß gekälkt und hat ein Dach aus blauschwarzen Ziegeln. Die 15 m hohe Turmspitze ist mit schwarz geteerten Holzschindeln gedeckt. Sie wird von einer vergoldeten Kugel mit einem Kreuz darauf bekrönt.

## Ausstattung

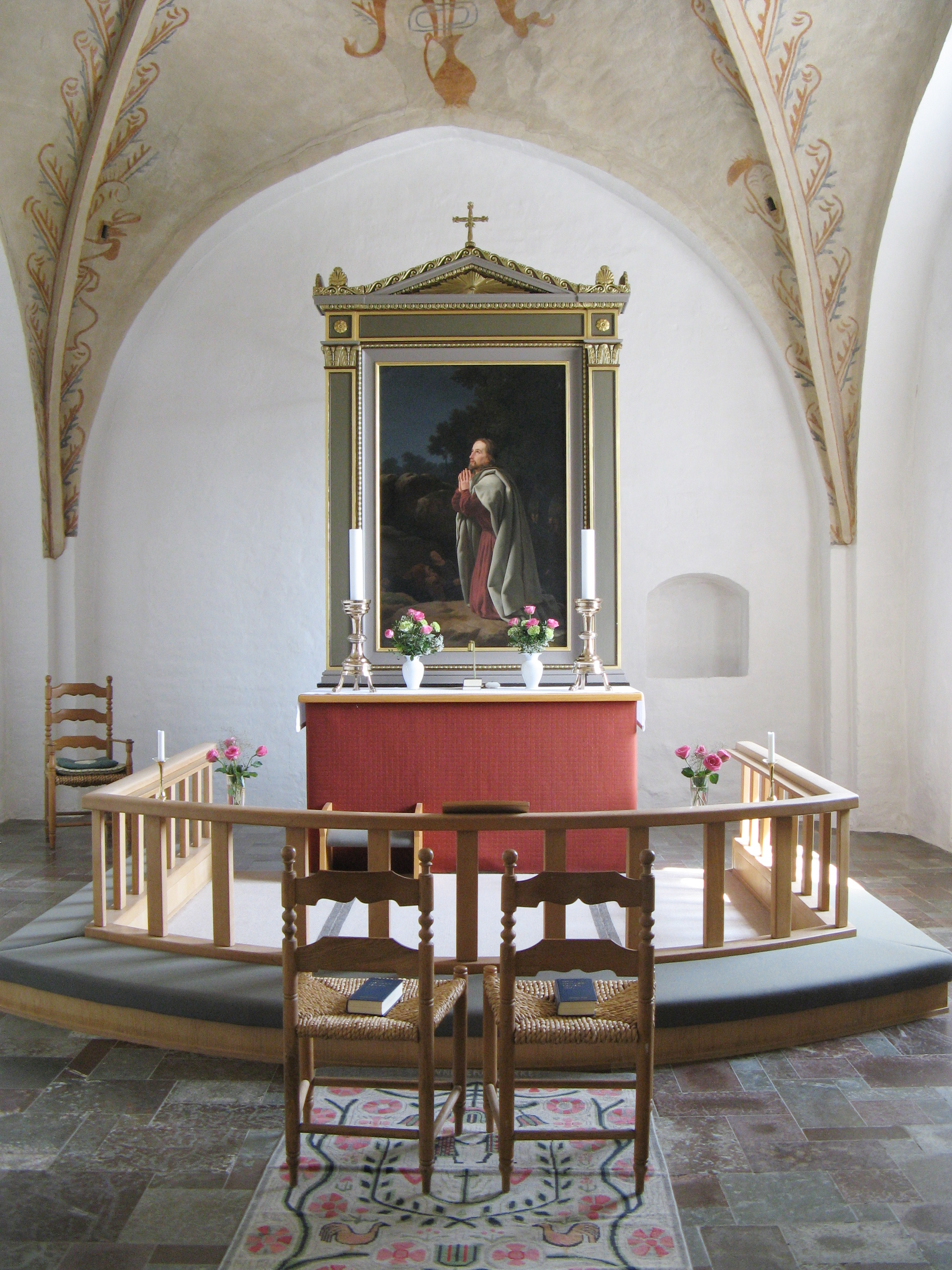
Der Chor der Havnbjerger Kirche, rechts hinter dem Altar eine Piscina

Ältester Einrichtungsgegenstand der Kirche ist die romanische Tauffünte aus Granit; ihr Fuß, ebenfalls aus Granit, wurde 1949 ergänzt. Von ca. 1820 bis 1887 wurde in der Kirche ein hölzernes, achteckiges Taufbecken verwendet. Die romanische Tauffünte wurde in dieser Zeit erst im Pfarrhof zum Ausschlagen der Wäsche und dann auf dem Friedhof als Grabmonument für Pastor Friedrich Marquard Meyer († 1834) zweckentfremdet. 1887 kam sie wieder in die Kirche.
Die Kirche hatte einen spätgotischen Flügelaltar (um 1500–1520), dessen Mittelteil die Krönung Mariens zeigte, darüber ein Kruzifix mit Corpus, und die Seitenflügel waren mit zwölf Apostelfiguren ausgestattet wie z. B. Paulus mit einem Beutelbuch. Zu Beginn des 19. Jahrhunderts war der Altar so altersschwach und wurmstichig geworden, dass man ihn nicht mehr restaurieren konnte, doch ließ man ihn aus Pietät in der Kirche stehen, bis 1825 das obere Drittel des Mittelteils abbrach und zu Boden stürzte. Die meisten Figuren sind erhalten und werden seit 1851 im Nationalmuseum Kopenhagen aufbewahrt. Dort lagert auch eine Figur von Maria mit dem Kind, die von einem untergegangenen spätgotischen Seitenaltar aus Havnbjerg stammt.
Das heutige Altarretabel ist eine klassizistische Malerei von Christoffer Wilhelm Eckersberg (1831), die Jesus betend im Garten Gethsemane zeigt. Im Halbdunkel des Mittelgrunds sind links schlafende Jünger, rechts der mit Soldaten herannahende Judas dargestellt. Es handelt sich um das einzige Werk Eckersbergs, eines Hauptvertreters der dänischen Malkunst im Goldenen Zeitalter, das dieser für seine Heimatregion Nordschleswig malte.

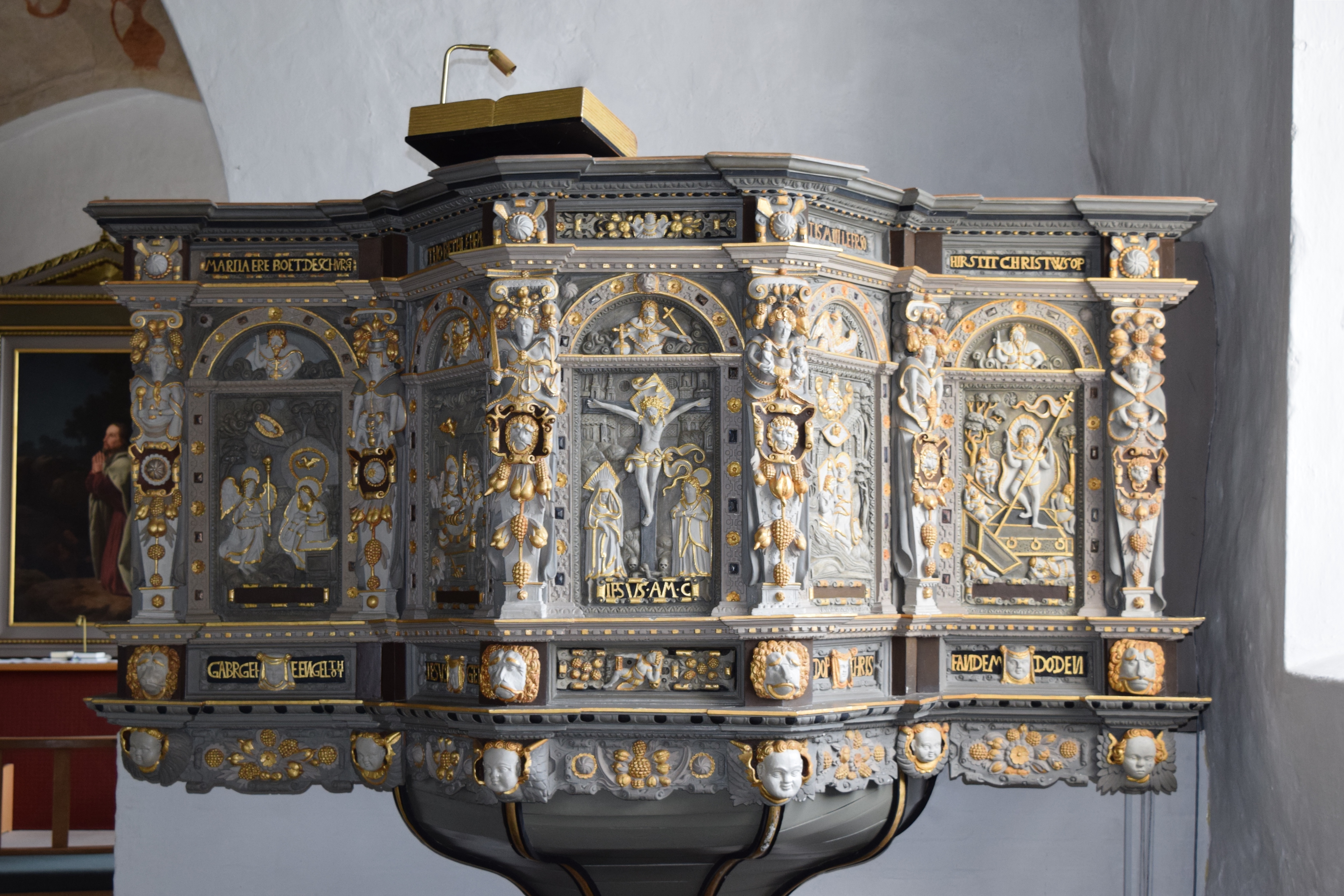
Die Kanzel von ca. 1625

Die reich verzierte Spätrenaissance-Kanzel von ca. 1625 besteht aus sieben Fächern, deren Reliefs folgende Motive zeigen: 1) Relief im Nordfach verloren, vielleicht Sündenfall, Fach später mit einem A unter einer Herzogskrone ausgemalt; 2) Mariae Verkündigung; 3) Jesu Geburt; 4) Golgatha; 5) Jesu Taufe; 6) Auferstehung; 7) das Südfach ist ohne Relief zur Wand gerichtet. In den Friesfeldern ober- und unterhalb der Reliefs stehen stark abgekürzte niederdeutsche Inschriften, welche die Motive benennen. Die Ecken der Fächer zeigen Hermen, welche verschiedene Tugenden symbolisieren, darunter der Glaube mit Kerze, die Hoffnung mit Kind und Blumenvase, die Gerechtigkeit mit Schwert und Waagschale, die Liebe mit einem Kind in jedem Arm und die Geduld mit einem Lamm im Schoß. Unter dem Nordfach steht die Jahreszahl 1679, die sich auf eine neue farbliche Fassung der Kanzel bezieht; drei weitere Fassungen folgten später (1760, 1771, 1841).
Die zugemauerten romanischen Fenster der Nordseite wurden 1954 wieder geöffnet und 1962 mit Glasmosaikfenstern ausgestattet. 1954 wurden im Chor Reste romanischer und gotischer Kalkmalereien freigelegt. An der linken, nördlichen Seite der Querwand zum Chor befindet sich ein Holzkruzifix, geschnitzt von Th. Pedersen, Odense (1958), welches ein Kruzifix aus dem 14. Jahrhundert kopiert. In der nördlichen Kirchenschiffwand ist der Grabstein (1,89 × 1,30 m) von Pastor Ludvig Wegerslev eingemauert, ein grauer Kalkstein mit Reliefs und einer Inschrift in Versalien in einem Rocaillerahmen.
Im Vorraum der Kirche hängt eine Pastorentafel von 1734, welche in drei Spalten die Pfarrer, die „Mitdiener im Wort“ (Diakone) und die Küster auflistet. Sie wurde später unten ergänzt und dann auf zwei weiteren Tafeln (heute in der Turmkammer) fortgesetzt. Ebenso hängt in der Turmkammer ein überlebensgroßes Bild (2,30 × 1,71 m), gemalt von Christian Conradi 1772, das den bibliophilen Pastor Ludvig Wegerslev vor Bibelausgaben in verschiedenen Sprachen zeigt.
Im Kirchturm befinden sich drei Glocken, die älteste wurde um 1350–1375 von Olaf Henriksen Kegge gegossen und trägt die Inschrift Ave Maria gracia plena. Eine zweite Glocke von 1793, umgegossen aus einer Glocke von Michael Westphal 1597, musste im Ersten Weltkrieg 1917 abgeliefert werden und ging verloren; an ihrer Stelle hängt eine sogenannte „Wiedervereinungsglocke“ (Genforeningsklokke) von 1920, wobei mit Wiedervereinigung die Rückkehr Nordschleswigs nach Dänemark infolge der Abstimmung von 1920 gemeint ist. Die jüngste Glocke von 2004 wird bei Sonnenauf- und -untergang automatisch geläutet.

## Orgel
Im Jahr 1764 erhielt die Kirche ihre erste Orgel auf einer neu errichteten Westempore. 1786 lieferte Jürgen Hinrichsen Angel ein neues Instrument, das nach dem erhaltenen Kontrakt folgende, ganz in der Tradition von Johann Daniel Busch stehende Disposition hatte:
| I Hovedværk C– |           |    |
| 1.             | Principal | 8′ |
| 2.             | Oktav     | 4′ |
| 3.             | Oktav     | 2′ |
| 4.             | Mixtur IV |    |
| 5.             | Trompet   | 8′ |

| II Manual C– |                 |       |
| 6.           | Gedakt          | 8′    |
| 7.           | Fløjte          | 4′    |
| 8.           | Quinte          | 2 ⁄3′ |
| 9.           | Sesquialtera II |       |
| 10.          | Sivfløjte       | 1 ⁄3′ |
|              | Tremulant       |       |
|              | Zimbelstern     |       |

| Pedal C– |           |
|          | angehängt |

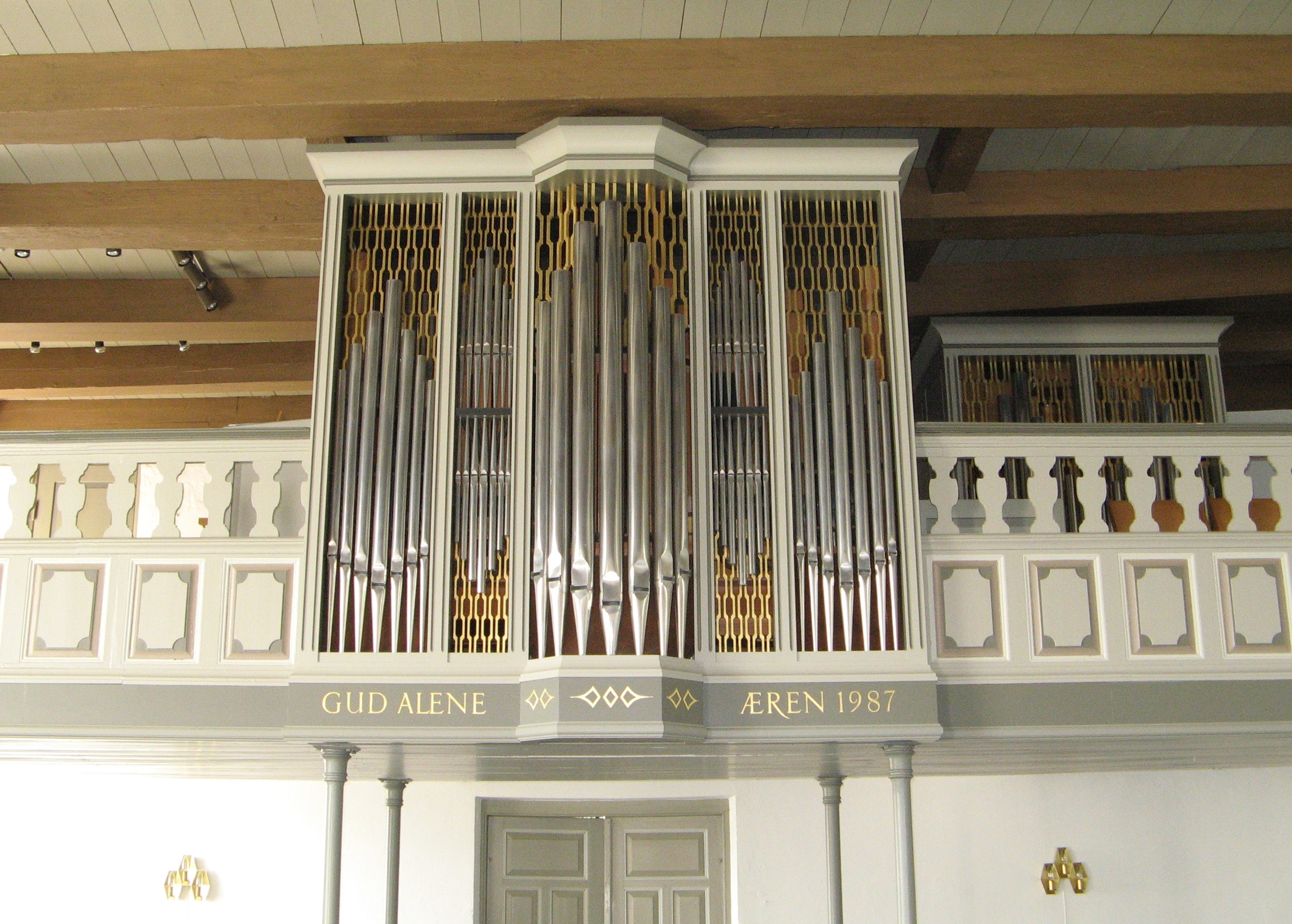
Die Bruhn-Orgel von 1987

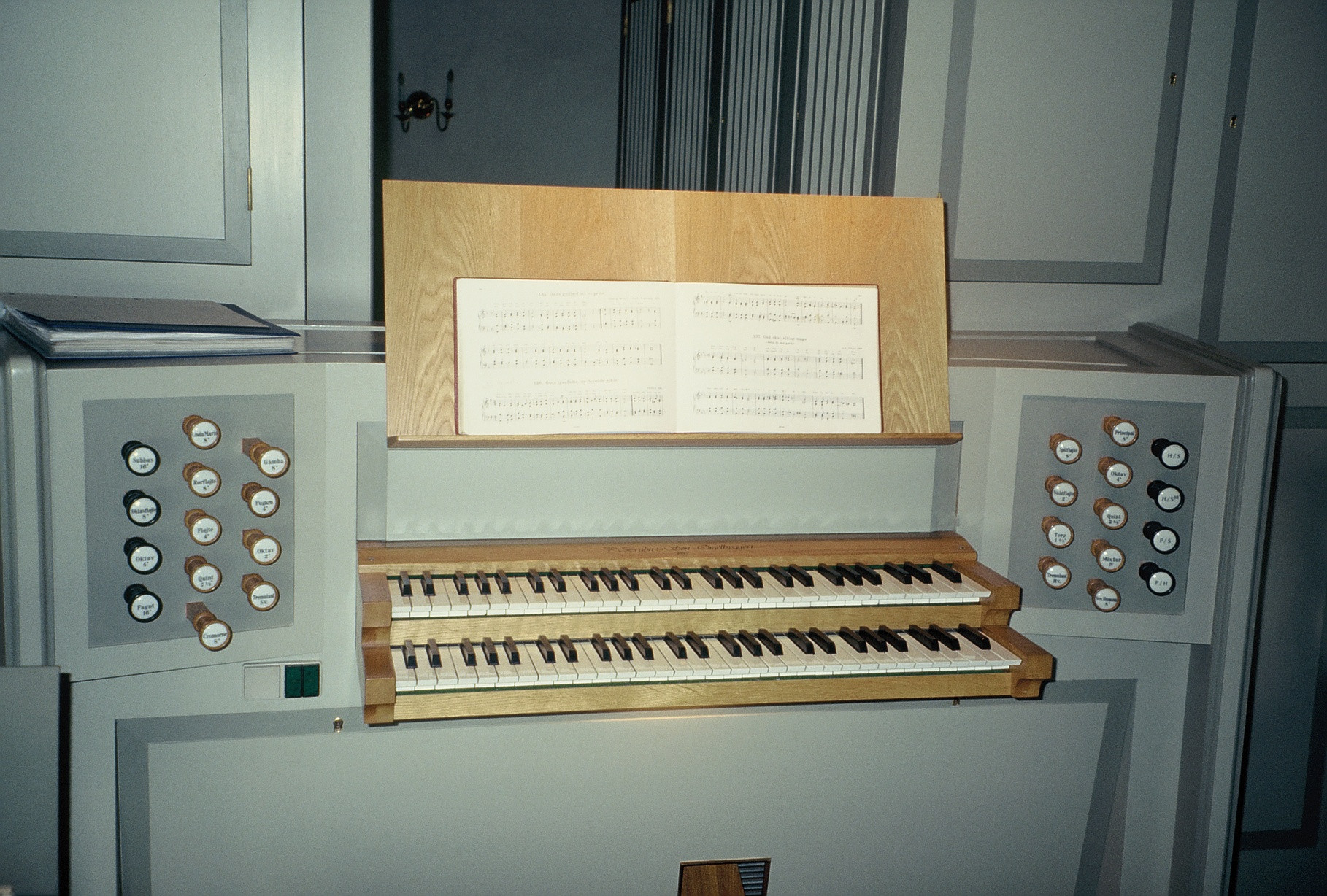
Spieltisch der Bruhn-Orgel

1854 wurde die Orgel von Marcussen & Søn generalüberholt, wobei die Sifflöte 1 1⁄3′ durch Fugara 4′ ersetzt wurde. Im Oktober 1886 lieferte Marcussen & Søn eine neue Orgel mit acht Registern. Das 3350 Goldmark teure Instrument hatte einen recht ausladenden Prospekt, wurde aber zuletzt sehr störanfällig. Daher erbauten 1958 Brødrene Bruhn eine neobarocke Orgel (II/P/16) mit einem Rückpositiv. Ihr Klang erwies sich jedoch nach einiger Zeit als zu flach und einseitig, auch war die Spielart schwergängig. Dem damaligen Organisten und Musikschulleiter Jes Lorenzen Solmer gelang es in den 1980er Jahren, beim Bitten & Mads Clausens Fond die Kosten (1,2 Millionen Dänische Kronen, zu der Zeit ca. 300.000 DM) für ein neues Instrument einzuwerben. So konnte 1987 die heutige Orgel von P. Bruhn & Søn erbaut werden. Die Disposition, konzipiert von J. L. Solmer, dem Haderslebener Domorganisten Svend Prip und den Orgelbauern, lautet wie folgt:
| I Hovedværk C–g3 |            |        |
| 1.               | Principal  | 8′     |
| 2.               | Spilfløjte | 8′     |
| 3.               | Oktav      | 4′     |
| 4.               | Quint      | 2 ⁄3′  |
| 5.               | Waldfløjte | 2′     |
| 6.               | Terz       | 1 3⁄5′ |
| 7.               | Mixtur IV  |        |
| 8.               | Vox humana | 8′     |
|                  | Tremulant  |        |

| II Svelleværk C–g3 |            |       |
| 9.                 | Rørfløjte  | 8′    |
| 10.                | Gamba      | 8′    |
| 11.                | Unda Maris | 8′    |
| 12.                | Fløjte     | 4′    |
| 13.                | Fugara     | 4′    |
| 14.                | Oktav      | 2′    |
| 15.                | Quint      | 1 ⁄3′ |
| 16.                | Cromorne   | 8′    |
|                    | Tremulant  |       |

| Pedal C–f1 |             |     |
| 17.        | Subbas      | 16′ |
| 18.        | Oktavfløjte | 8′  |
| 19.        | Oktav       | 4′  |
| 20.        | Fagot       | 16′ |

- Koppeln: II/I, II/I sub, I/P, II/P
- Traktur: Schleifladen, vollmechanisch

## Bedeutende Pastoren

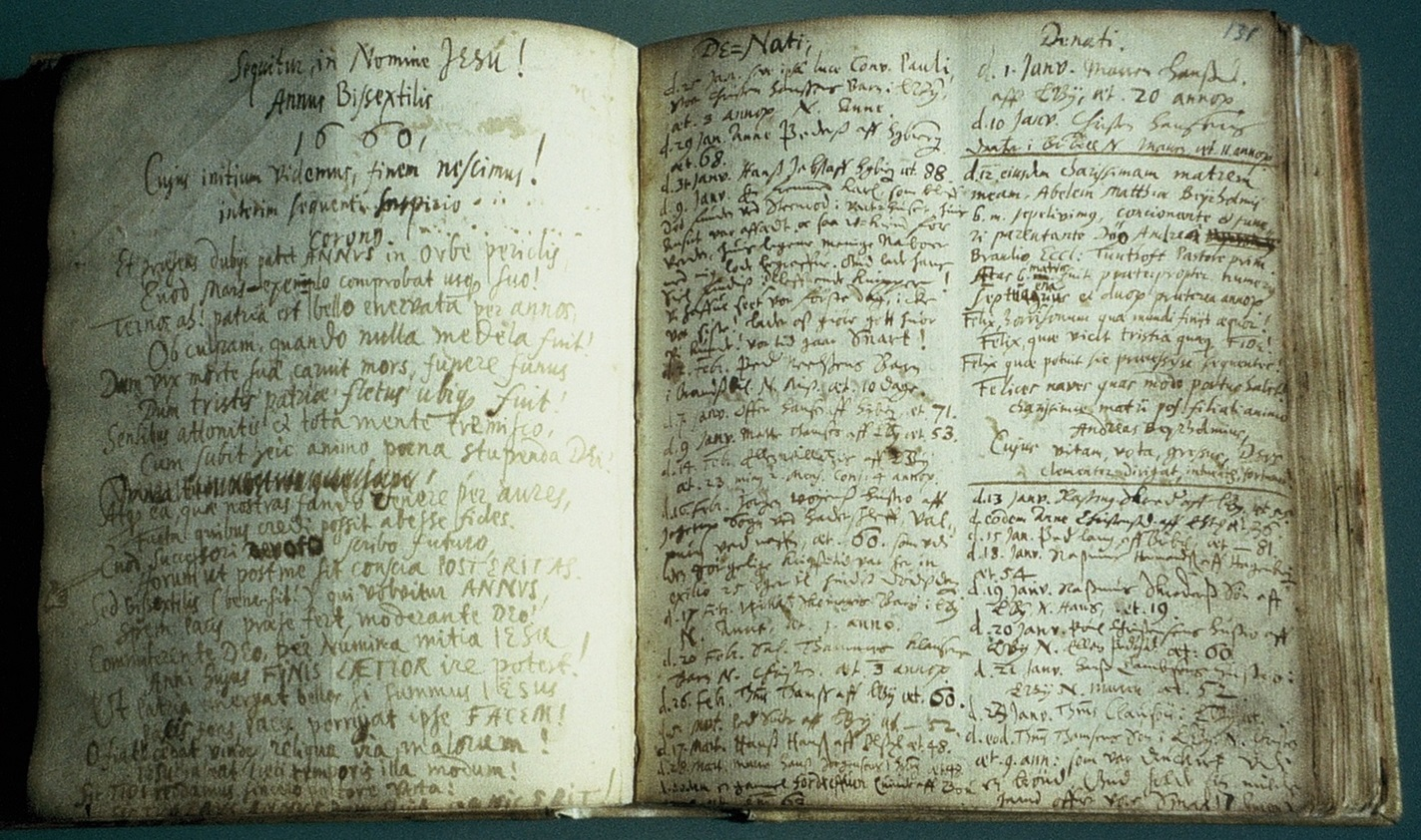
Das Kirchenbuch von Havnbjerg 1660 (S. 130f.). Links Beyerholms lateinisches Neujahrsgedicht, rechts der Beginn des Sterberegisters 1660 mit mehreren seiner Stoßgebete.

- Andreas (Anders) Madsen Beyerholm (* Lindewitt 1617; † Havnbjerg 1675) war nach seinem Theologiestudium in Rostock, Kopenhagen und Wittenberg von 1647 bis 1675 Pfarrer in Havnbjerg. 1647 schickte der dänische König Christian IV. 50 Soldaten nach Havnbjerg, um Beyerholms Amtseinführung sicherzustellen, da Herzog Friedrich von Schleswig-Holstein-Sonderburg-Norburg einen anderen Favoriten hatte und damit drohte, diesem notfalls eine eigene Kirche zu errichten. Der Herzog musste nachgeben. Beyerholm gewann bei seinen Amtsbrüdern auf Alsen bald hohes Ansehen und reiste z. B. in ihrem Namen zur Erbhuldigung des dänischen Königs Friedrich III. 1660 nach Kopenhagen.[19] Die Literatur hebt Beyerholms außergewöhnliche Art der Kirchenbuchführung hervor, da er zu Jahresbeginn stets ein eigenes lateinisches Gedicht im Versmaß des elegischen Distichons in sein Kirchenbuch schrieb.[20] Seine Gedichte aus den Kriegsjahren 1657 bis 1659 wurden von Christian Knudsen ins Dänische übersetzt.[21] Nach dem Brand von Schloss Nordborg 1665 verfasste Beyerholm ein deutsches Gedicht „Trauer über Norburg“.[21] Kurz zuvor war ihm der Brand von einer alten Frau vorhergesagt worden, als er ihr auf ihrem Sterbebett das Abendmahl reichte.[22] Beyerholms Kirchenbucheintragungen enthalten auch Vermerke zu Klima- und Wetterphänomenen aus dem Kernzeitraum der Kleinen Eiszeit: Schneestürme (Dez. 1662), strenge Winter (Jan. 1669, März 1674), schwere Unwetter (Juli 1662, Juli 1673) sowie Dürresommer und Missernten (1661, 1666/67).[21]

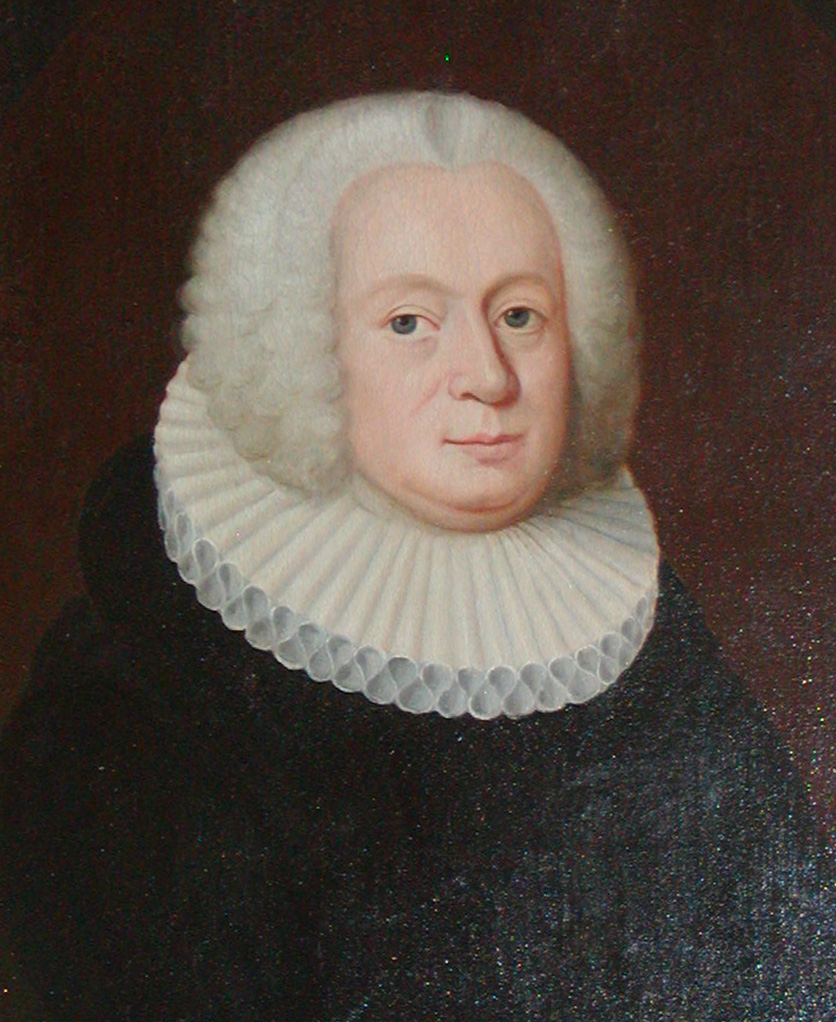
Erik Pontoppidan

- Erik Ludvigsen Pontoppidan (* Aarhus 1698; † Kopenhagen 1764), ein bedeutender dänischer Theologe und Autor, war 1726–1734 Pastor in Havnbjerg. Während seiner Zeit in Havnbjerg verfasste Pontoppidan seine ersten Schriften und Bücher. In diesen verteidigte er den Pietismus gegen die erstarrte lutherische Orthodoxie, so in: Heller Glaubens-Spiegel (1726), einem Andachtsbuch, und im Dialogus oder Unterredung Severi, eines pseudoorthoxoden Predigers (1728). Weitere in Havnbjerg entstandene Werke sind historischen Inhalts: Theatrum Daniae veteris et modernae (1730) und Kurtzgefasste Reformations-Historie der Dänischen Kirche (1734). Die schriftstellerische Tätigkeit hielt Pontoppidan nicht von einer intensiven Gemeindearbeit ab, so ging er häufig zu Hausbesuchen bei seinen Gemeindemitgliedern, hielt Bibellesungen ab und richtete einen „Pfarrerkonvent“ ein, d. h. regelmäßige Treffen der Alsener Pfarrer zur gegenseitigen Unterstützung bei ihrer Arbeit. Obwohl der dänische König Christian VI. Pontoppidan nach nur acht Jahren in Havnbjerg als Pastor und Schlossprediger von Schloss Frederiksborg nach Hillerød berief, hinterließ er doch in der Gemeinde eine Erweckung, die noch lange nachwirkte.[23]

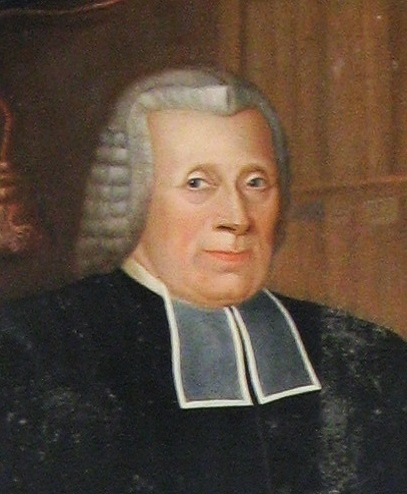
Ludvig Wegerslev

- Ludvig Christiansen Wegerslev (* Aarhus 1707; † Havnbjerg 1778) war von 1734 bis zu seinem Tod 1778 Pastor in Havnbjerg. Seine väterliche Familie führte ihren Namen nach ihrer Herkunft aus Vejerslev (Favrskov Kommune), seine Mutter Elisabeth Ludvigsdatter Pontoppidan war eine ältere Schwester seines Vorgängers.[24] Wegerslev war zunächst Feldprediger im Regiment des Christian von Friis zu Friisenborg, als es zur Unterstützung des deutschen Kaisers gegen Frankreich ausgesandt wurde. In Havnbjerg brachte Wegerslev es zu einigem Wohlstand. Er besaß eine kostbare Bibliothek, die neben theologischen auch historische, geographische und naturwissenschaftliche Bücher enthielt. Außerdem sammelte er Porträts berühmter Männer sowie „Konchilien“ (d. h. Muscheln, Schneckengehäuse, Fossilien), Mineralien und Kunstarbeiten.[25] In seiner Amtszeit wurde die erste Orgel der Kirche angeschafft. Der Schule von Havnbjerg vermachte Wegerslev 360 Rigsdaler. Außerdem bezahlte er dauerhaft die Ablösesumme für den Havnbjerger Pfarrhof, die bisher von jedem Pfarrer neu entrichtet werden musste. Die Bibelstellen auf seinem Grabstein nennen als seinen Wahlspruch (symbolum) Deo non mihi (lat.: „Gott, nicht mir“) nach Röm 14,7–9 LUT[26] und nehmen auf seine Lebensführung Bezug (2 Kor 1,12 LUT). Sein Bild in der Turmkammer (Ausschnitt rechts) zeigt ihn als vielsprachigen Gelehrten.[27]
- Friedrich Marquard Meyer (* Arnis 1769; † Havnbjerg 1834) war von 1807 bis 1834 Pastor in Havnbjerg und zugleich Hofprediger auf Schloss Augustenburg. Er war ein Anhänger der Aufklärungstheologie und Gegner von Claus Harms, dessen Thesen er 1818 mit der Schrift Menschenverstand. Ueber und gegen die 95 Theses des Hrn. Archidiaconus Harms in Kiel angriff. Meyer galt als geistreich und in mehreren Sprachen geläufig, aber auch als hitzig und impulsiv. 1811 ließ er den Friedhof um die Kirche von Havnbjerg für 434 Rigsdaler bedeutend erweitern[28] und die Sakristei ausbauen, ohne zuvor die Erlaubnis der Behörden einzuholen, so dass ihm ein Verweis erteilt wurde. Dennoch ließ Meyer 1812 auch noch den heutigen Pfarrhof erbauen.[29]

## Gemeinde

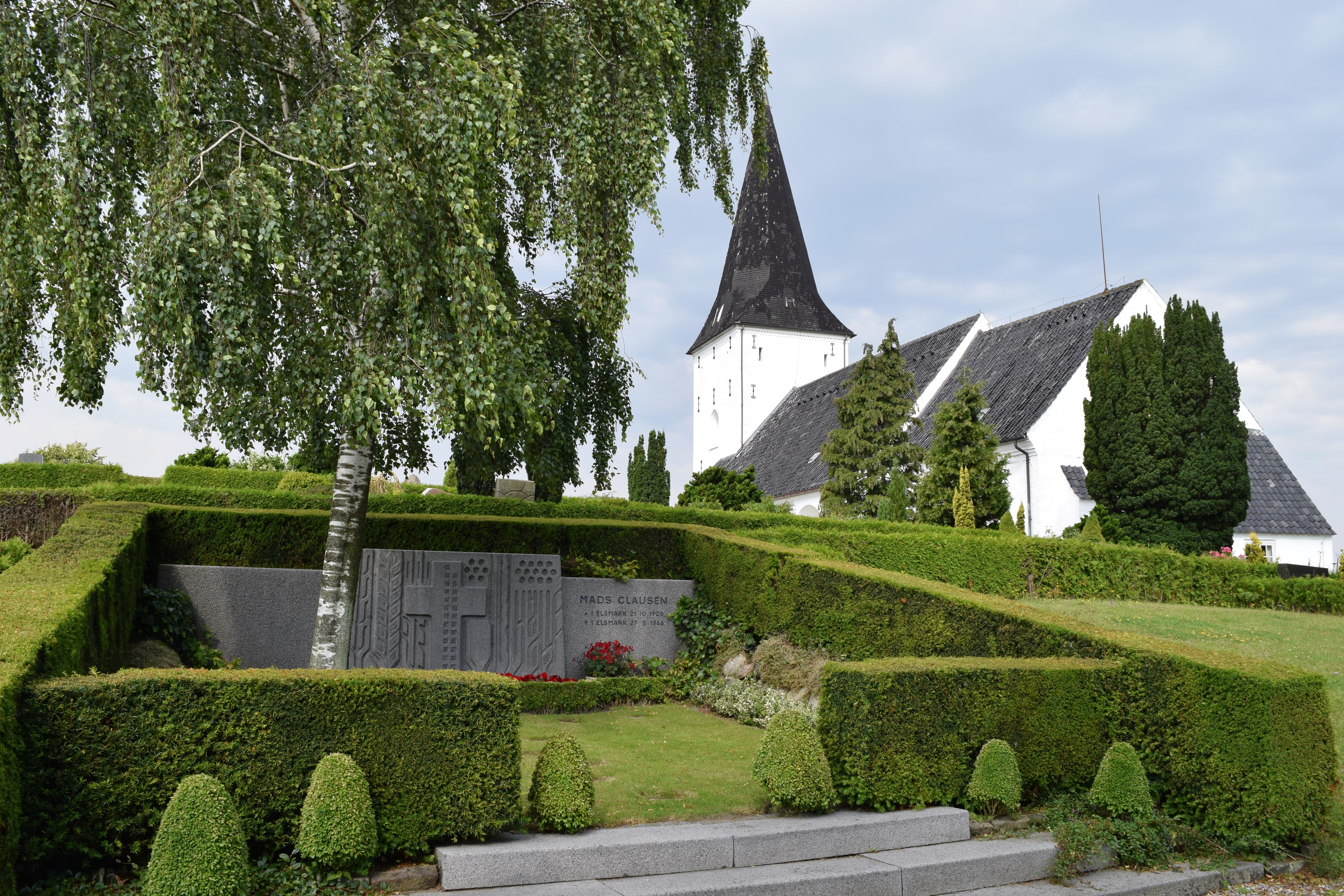
Das Grab des Danfoss-Gründers Mads Clausen, das auf seine Fabriken in Elsmark blickt

Die Kirchengemeinde bestand in der Vergangenheit aus einer meist wohlhabenden und sehr konservativen Bauernbevölkerung. Es gab Volksaberglauben, der sich manchmal auch an die Pfarrer knüpfte: So wurde dem sehr gelehrten Pastor Otto Frederik Brandt (Amtszeit 1685–1726) nachgesagt, er habe Diebe auf magische Weise bemerken und binden können, während Laurits Nyeland (Amtszeit 1778–1806) angedichtet wurde, er sei nach seinem Tode als Wiedergänger aufgetreten. Der Kirchenbesuch war – auch wegen der isolierten Lage der Kirche auf einem 49 m hohen Hügel – früher schwankend und vom Wetter abhängig. An innerer oder äußerer Mission bestand im 19. Jahrhundert kein besonderes Interesse. In der Zeit, als Nordschleswig zum Deutschen Reich gehörte (1871–1920), war der erste Pastor, Holger Fangel (Amtszeit 1861–1885), noch dänischgesinnt und das Deutsch seiner Predigten nicht ganz vollkommen, sein Nachfolger Jacob Christian Engel (Amtszeit 1886–1910) war dagegen entschieden deutschgesinnt. Zu Engels Zeit schwankte der Kirchenbesuch zwischen 1,5 % und 11 % der Gemeindemitglieder, in den 1930er und 1940er Jahren betrug er 5–6 %, in den 1960er Jahren 2–3 %. Seit der Mitte des 20. Jahrhunderts gab es einen großen Zuwachs an Gemeindemitgliedern, der im Zusammenhang mit der Expansion der 1933 von Mads Clausen gegründeten Firma Danfoss steht. Der Hauptsitz der Firma, die zum zweitgrößten Arbeitgeber Dänemarks avancierte, befindet sich nämlich in Elsmark im Kirchspiel Havnbjerg. 2021 waren in der Gemeinde Havnbjerg 2393 Personen Mitglied der Dänischen Volkskirche.

## Friedhof
Der Friedhof ist, wie in Dänemark häufig, um die Kirche herum angelegt. Ungewöhnlich ist dabei aber, dass der Friedhof die Geographie des Kirchspiels widerspiegelt: In seinem älteren Teil liegen die Gräber nämlich so, dass sie in die Himmelsrichtung des Dorfes bzw. Wohnortes der Verstorbenen zeigen. Auf dem Friedhof befinden sich Gedenksteine für die Gefallenen der Schleswigischen Krieges 1848–1851 und des Deutsch-Dänischen Krieges 1864. Eine hohe Steinsäule (1921) nennt die Namen der Toten des Ersten Weltkriegs. Der Tod von 40 jungen Männern aus einer Gemeinde von ca. 800 Seelen war 1914/1918 ein enormer und schwer zu verkraftender Blutzoll.

## Ursprungssage
Eine alte Sage erzählt über den Bau der Kirche: Im Norden der Insel Alsen lebten zwei Raubritter, Svend und Hagen, die Piraterie betrieben. Einmal hatten sie ihre Schiffe zur Plündung von Lyø und Avernakø ausgesandt, doch kamen diese nicht wieder. Darauf hörte Svend im Traum eine Stimme: „Baut Häuser zu Gottes Ehre, und eure Leute kommen zurück!“ Da gelobten beide Ritter, auf ihren Burghügeln Kirchen zu errichten. In dem Moment lichtete sich ein Nebel an der Küste, und die Schiffe von beiden standen am Strand von Torup. Die Besatzungen kamen zurück und erzählten, sie hätten die Inseln nicht plündern können, da ein Sturm sie immer wieder zurückgeworfen habe. Da verstanden die beiden Ritter, dass eine höhere Macht ihre Hand im Spiel hatte, und erbauten die Kirchen, deren Standorte dann nach ihnen benannt wurden: Svenstrup und Havnbjerg (Hagenberg). Der wahre Kern der Sage liegt darin, dass die Ortsnamen tatsächlich auf die Personennamen Svend und Hagen/Haken/Hakon zurückgehen.

## Bildergalerie

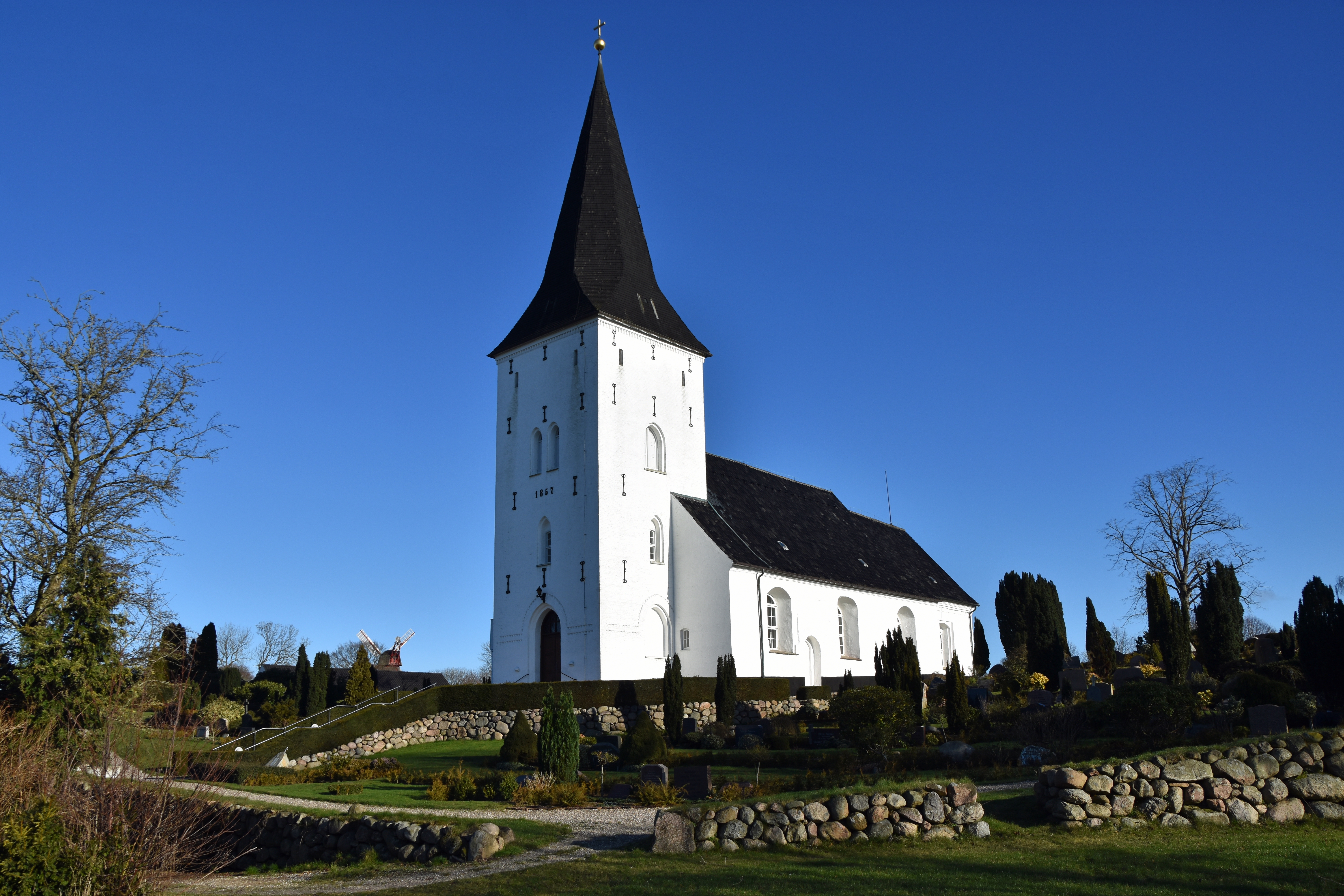
Havnbjerg Kirke von Südwesten
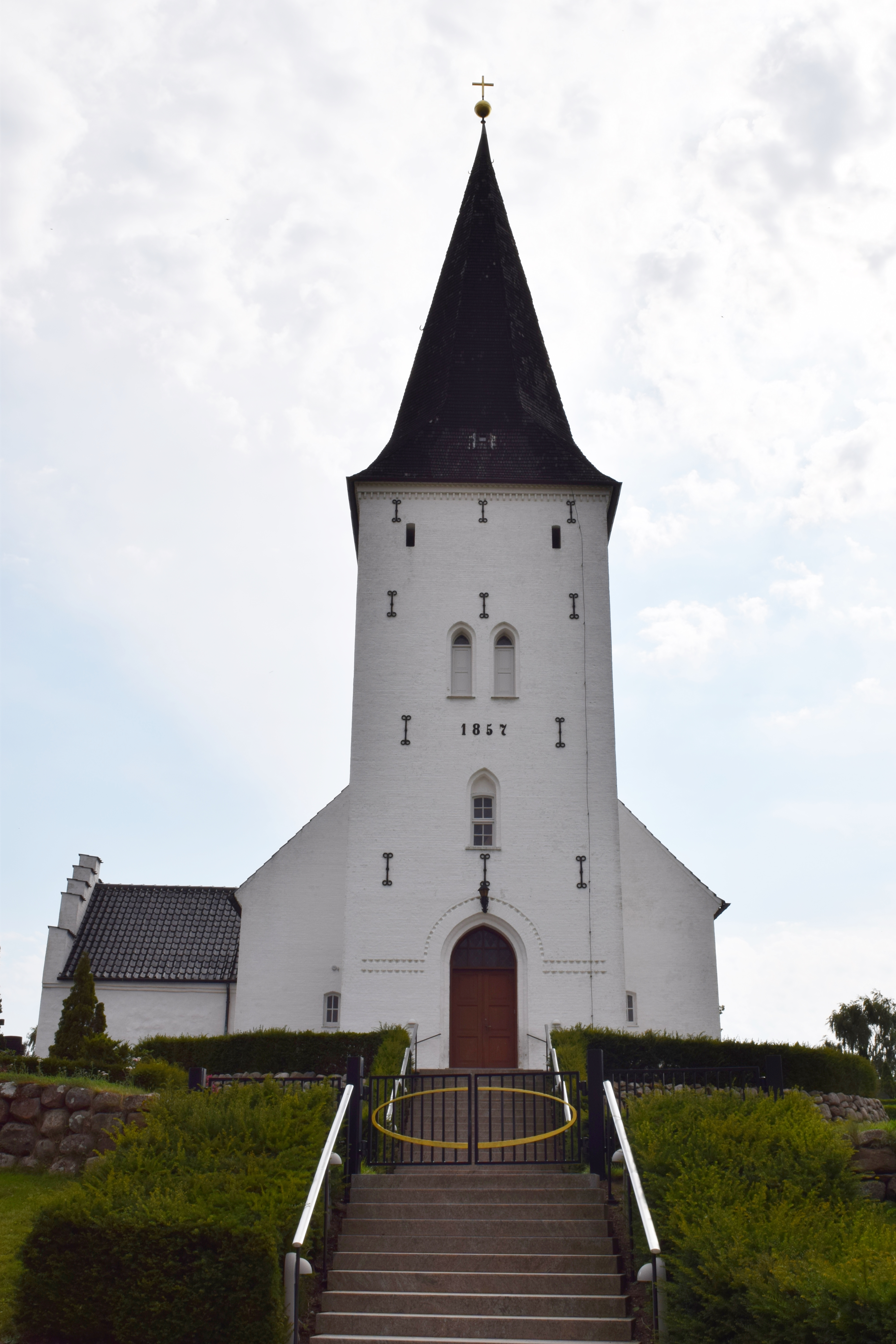
Die Kirche von Westen
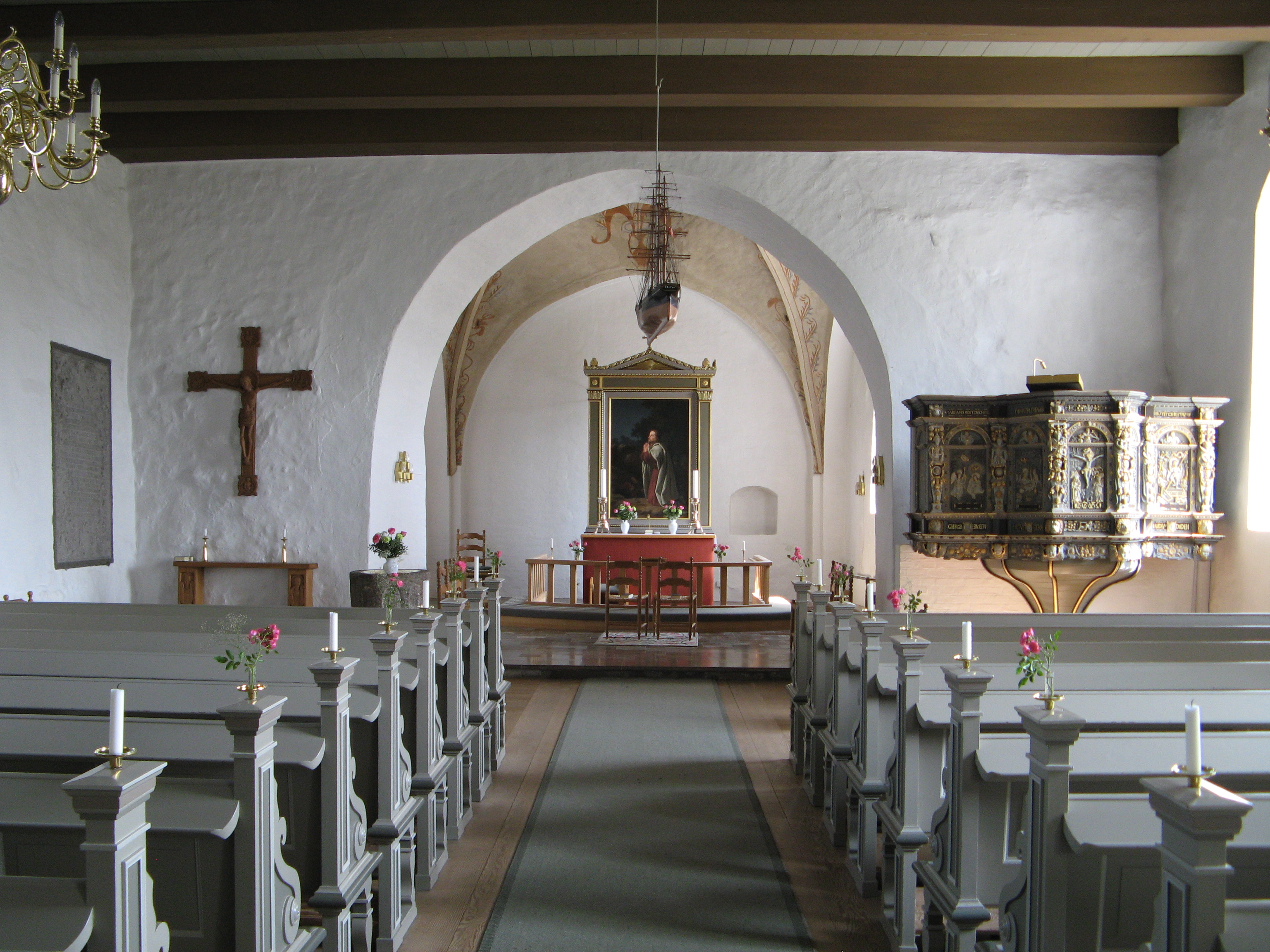
Blick ins Kirchenschiff
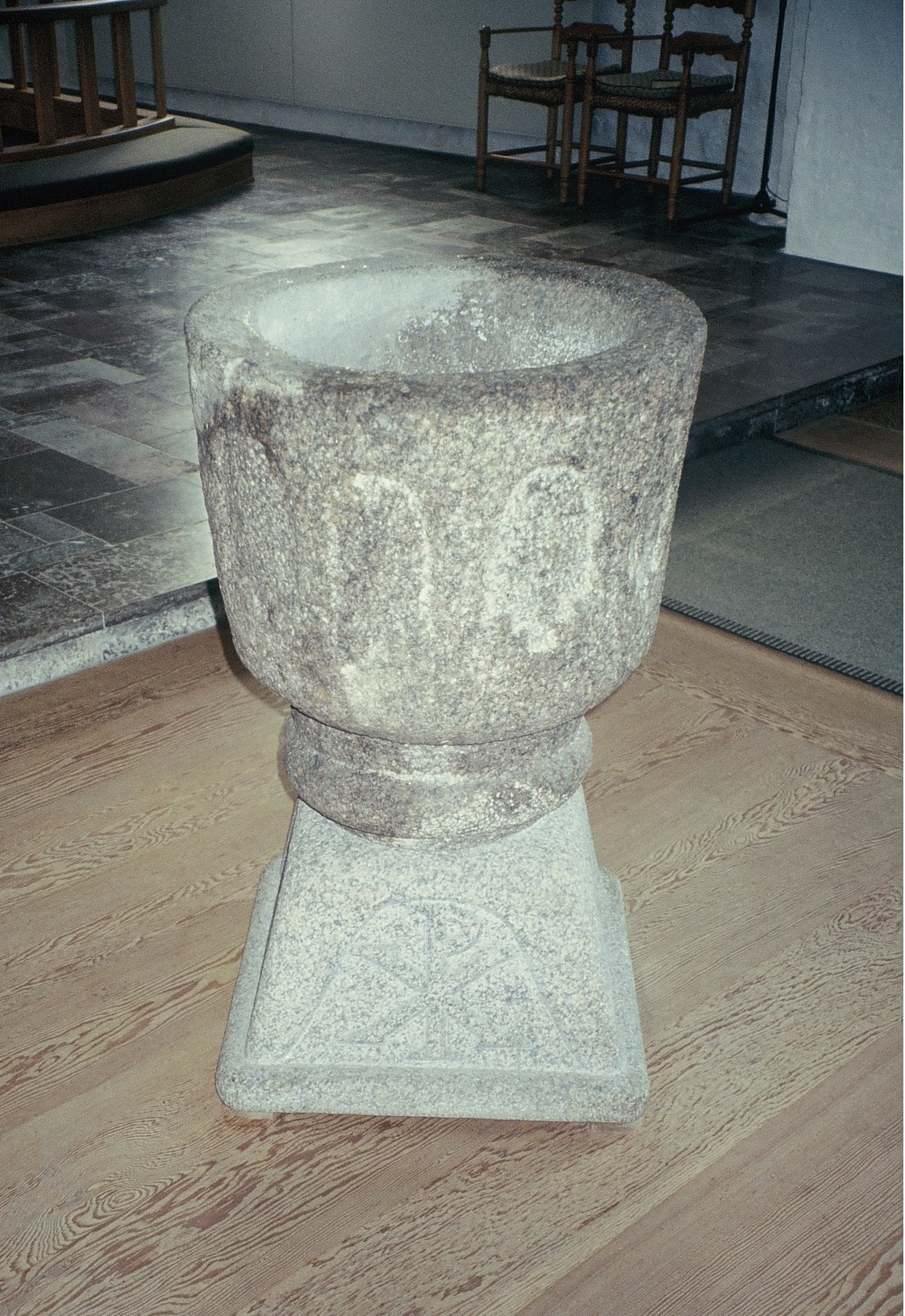
Die romanische Tauffünte
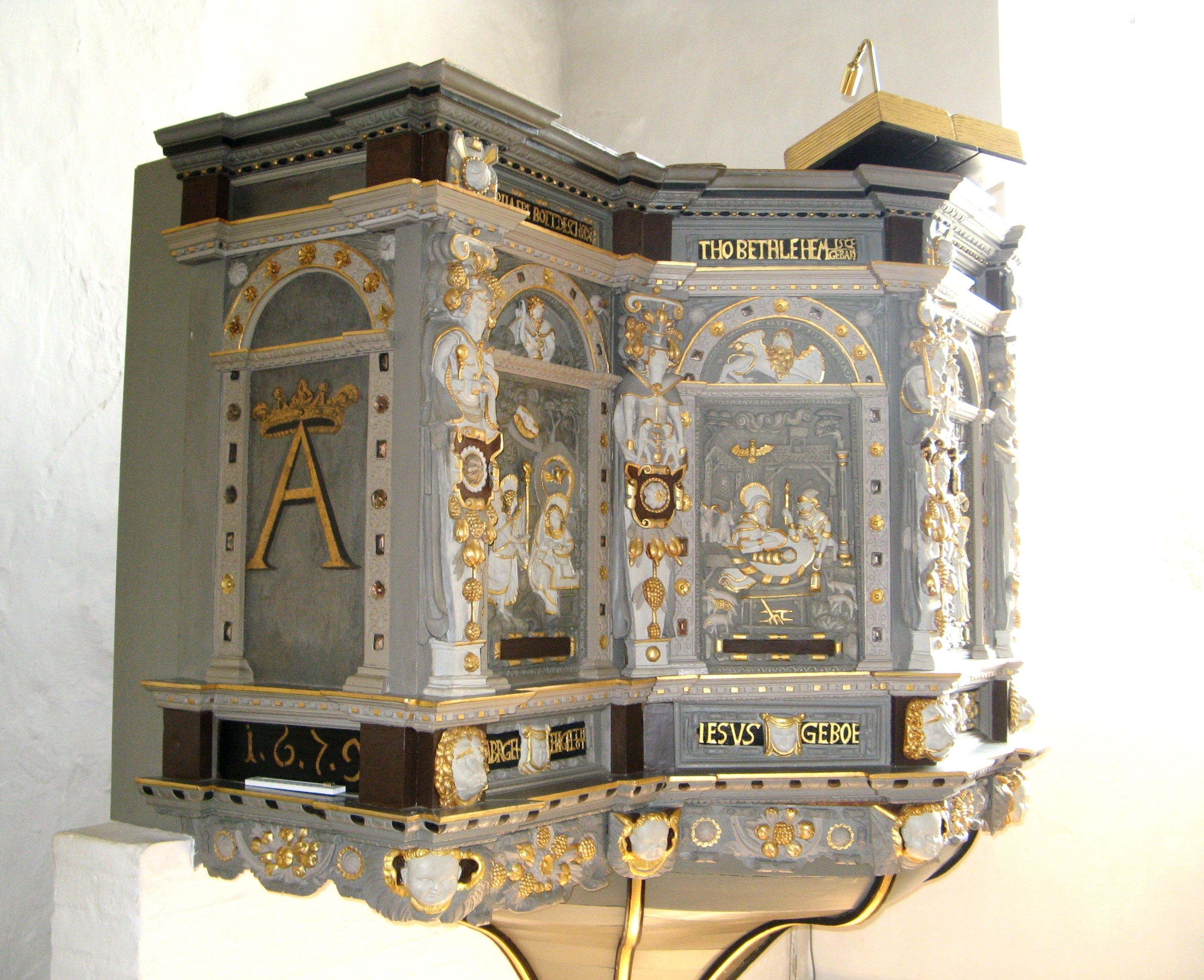
Die Kanzel von der Seite gesehen
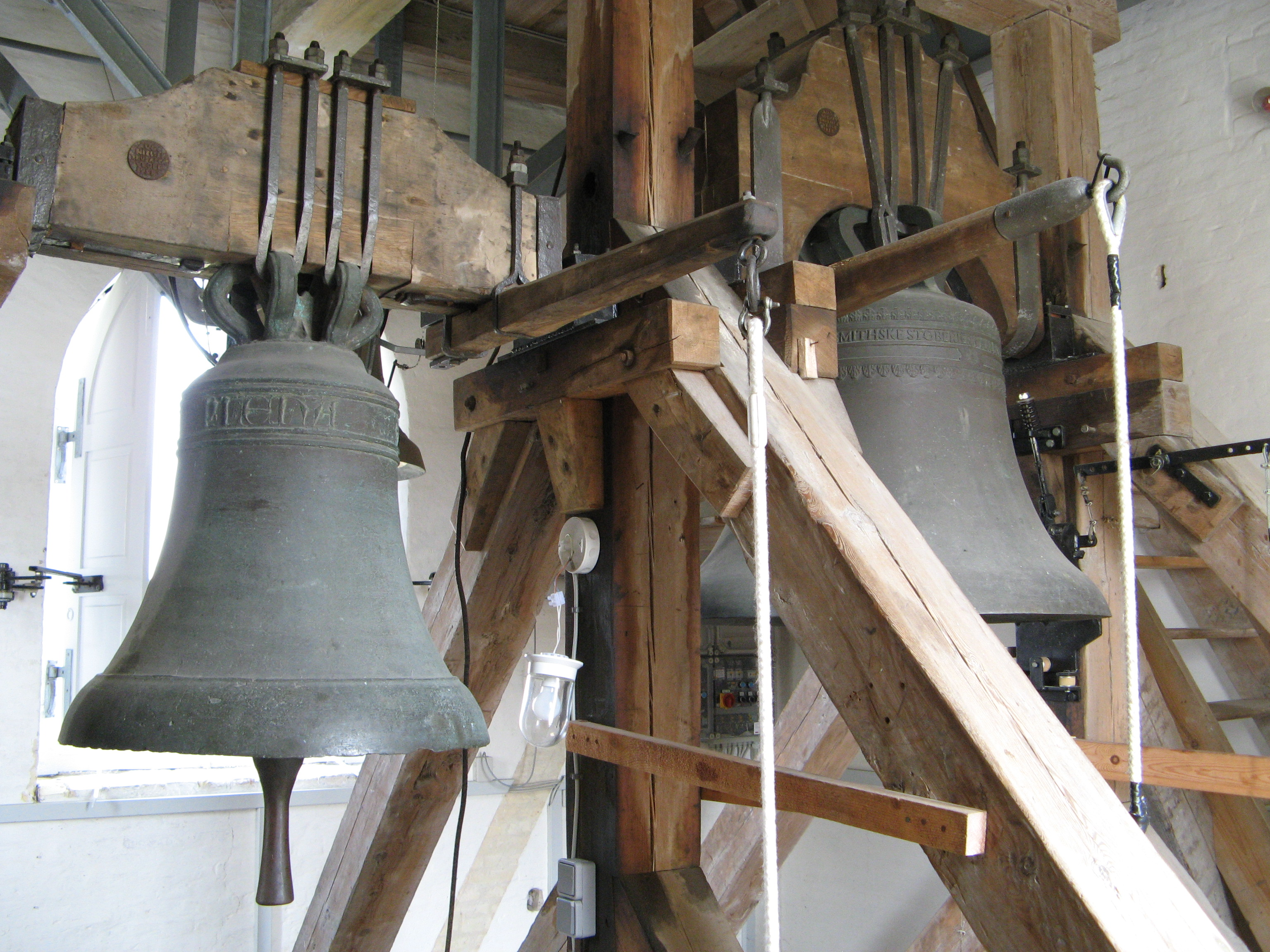
Die Glocken von 1350 und 1920 im Turm
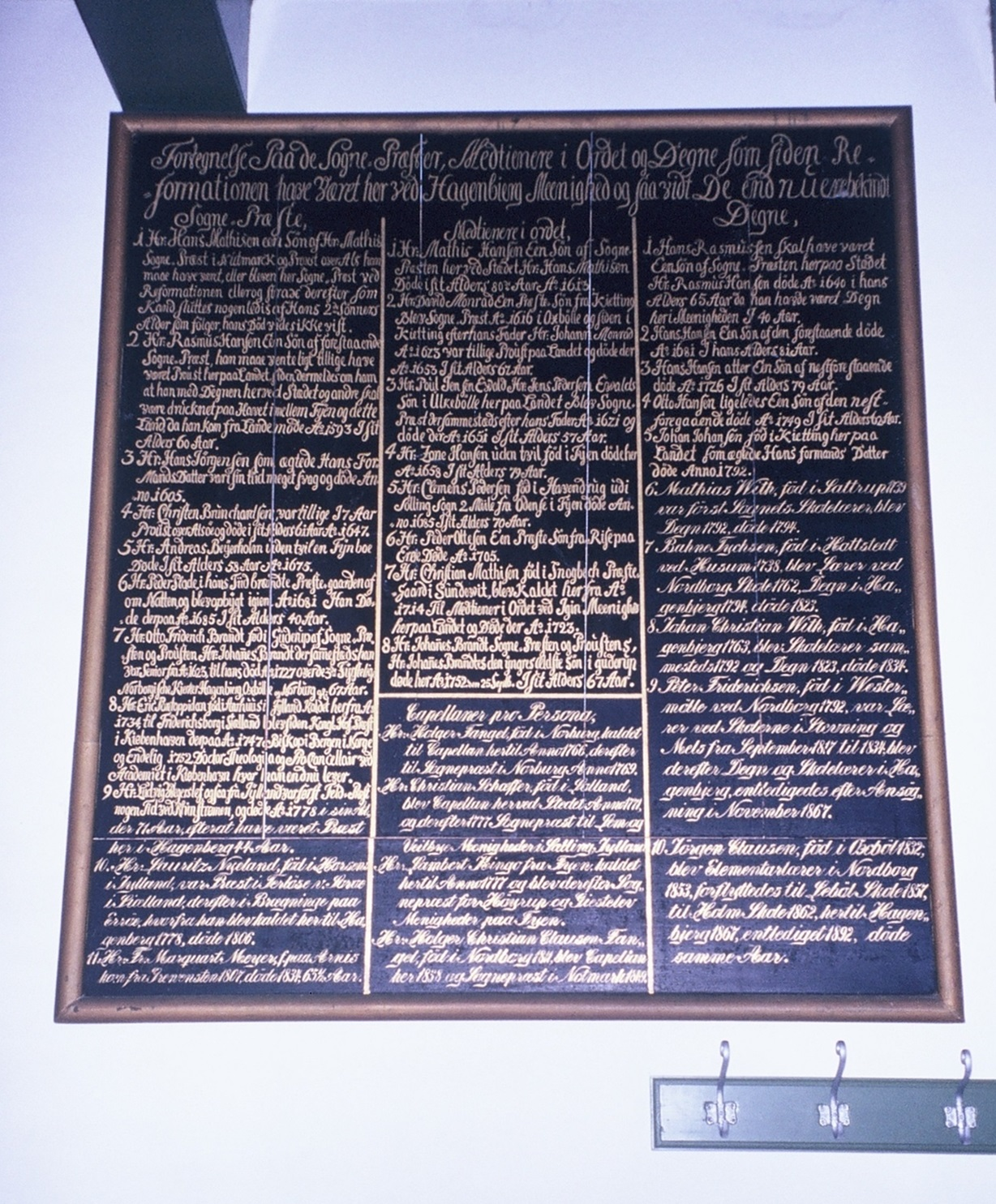
Die Pastorentafel von 1734 im Vorraum
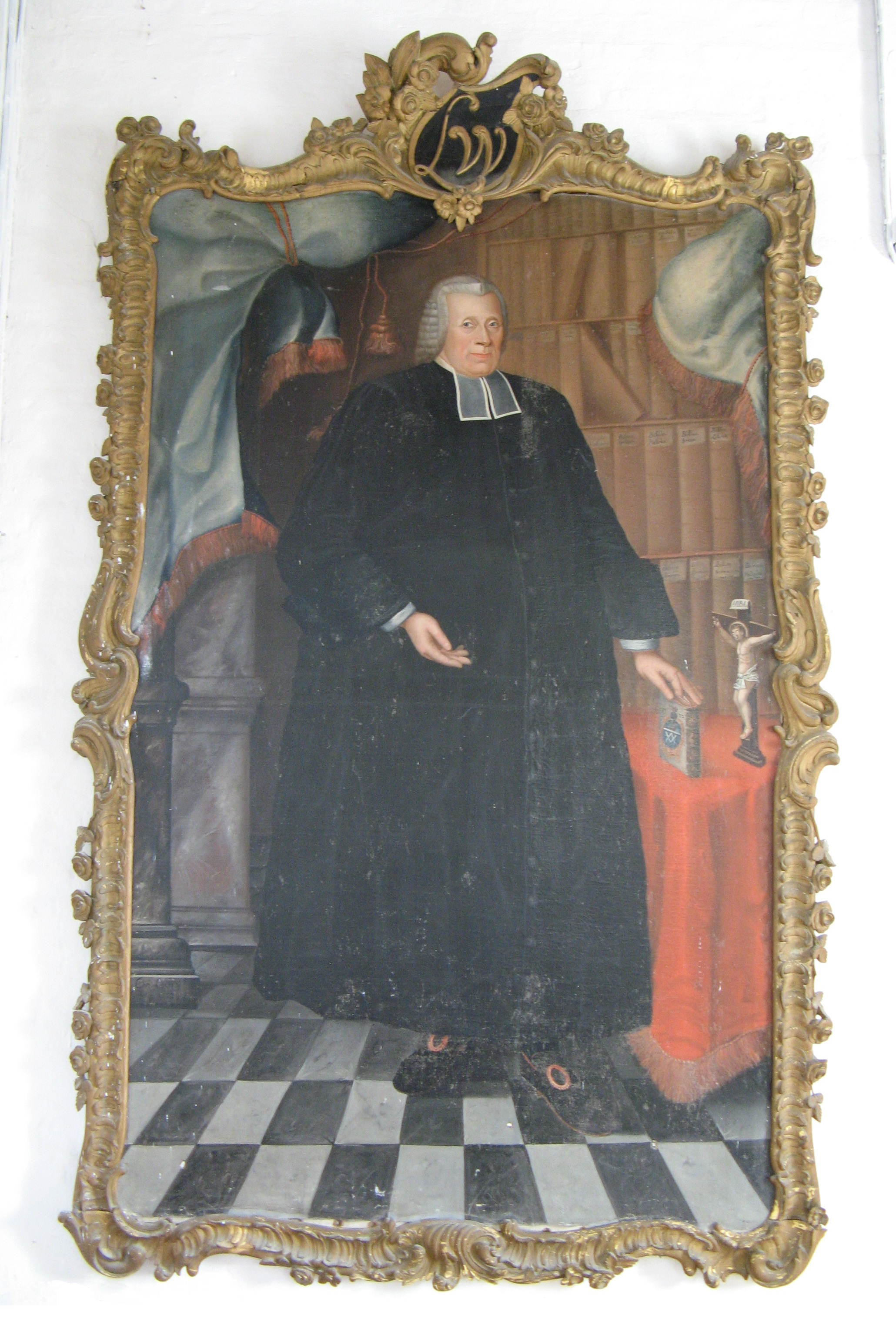
Gemälde von Pastor Ludvig Wegerslev (1772)
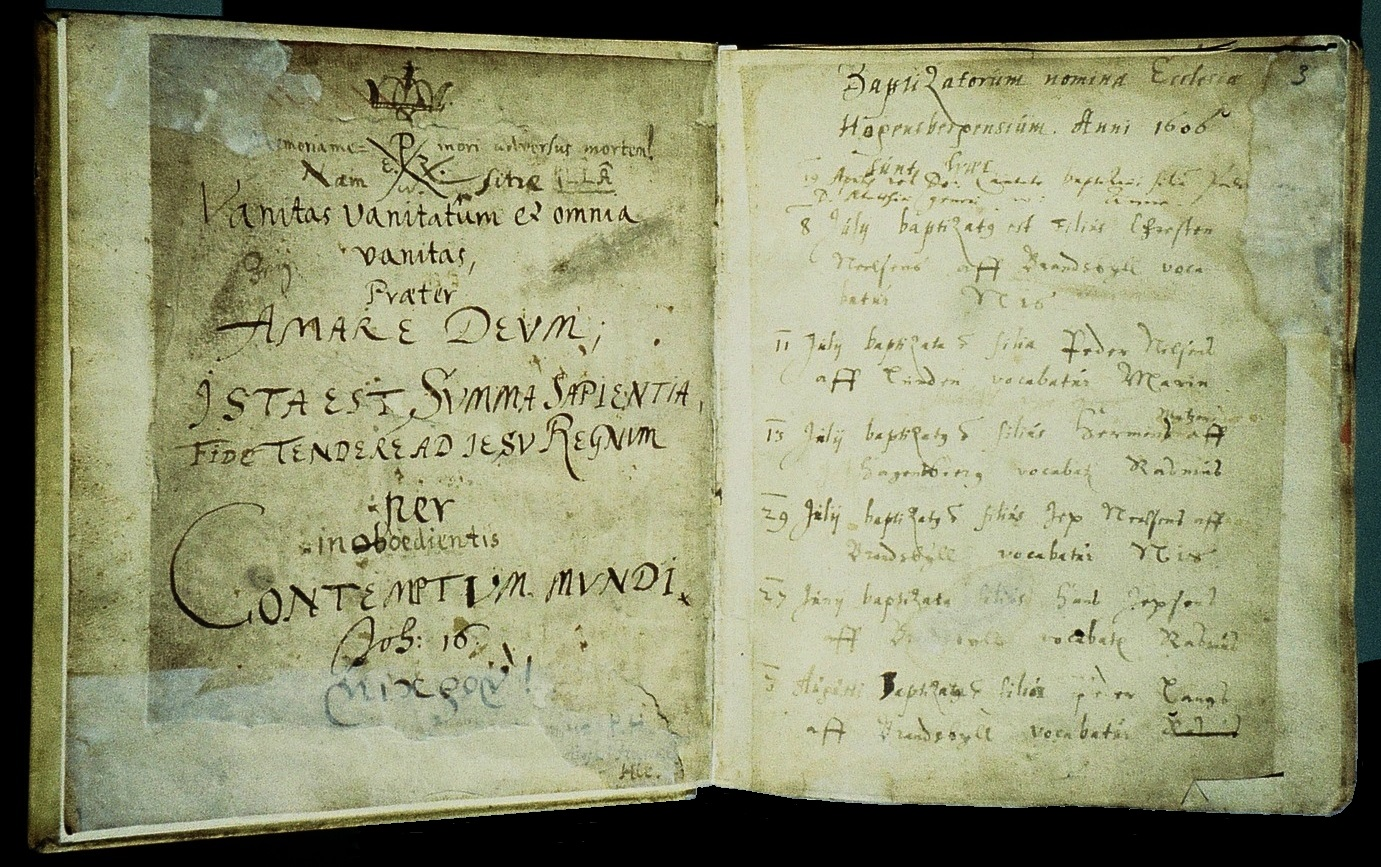
Kirchenbuch Havnbjerg, Beginn. Links das von Pfarrer Beyerholm mit einem barocken Vanitas-Gedanken nachträglich gestaltete Titelblatt (ca. 1647), rechts die ersten Eintragungen seines Vorgängers Christian Brunckertzen 1606
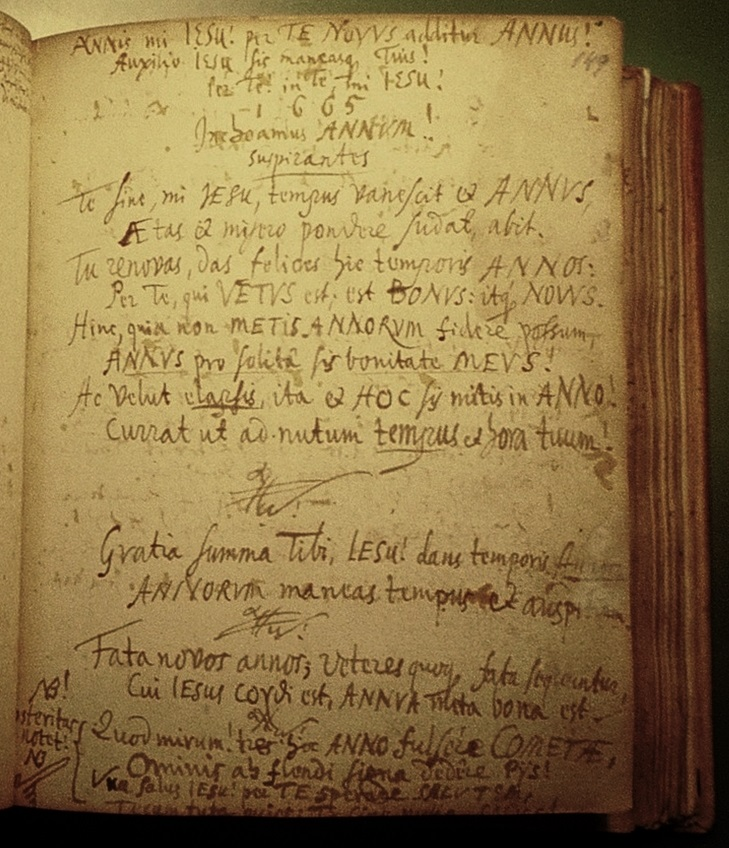
Kirchenbuch Havnbjerg, Beyerholms lateinisches Neujahrsgedicht für das Jahr 1665, unten sein Vermerk über drei Kometen-Erscheinungen im Jahr 1665 (darunter C/1664 W1, C/1665 F1), die er als schlechtes Omen ansah